# Акрополь (газета)
Акрополь (грец. Ακρόπολις) — грецька щоденна газета, друкується в Афінах. Заснована 1883 року грецьким підприємцем Власісом Гавріїлідісом. Одне з найдавніших періодичних видань Греції.

## Історія
Перший номер газети вийшов друком 30 жовтня 1883 року. Цей випуск «Акрополя» багато в чому був поворотним моментом у грецькій журналістиці. Газета представляла передові ліберальні та прогресивні ідеї. На її шпальтах друкувались представники, так званого, духовного руху землі. Зафіксовані випадки випадки, коли «Акрополь» ставав мішенню натовпу, через те друкував уривки Євангелія оригінальною мовою.
1921 року видання газети було припинено через вісім місяців після смерті засновника Власіса Гавріїлідіса. В період з 1929 по 1945 роки періодично виходили передруки. Після зупинки на кілька місяців продовжувала друкуватися до 1989 року, допоки друк не призупинився через економічні причини на 10 наступних років. Чергове відродження видання відбулось 1998 року.